# فرودگاه ماگداگاچی
فرودگاه ماگداگاچی فرودگاهی نظامی واقع در ماگداگاچی در کشور روسیه است که توسط نیروی زمینی روسیه اداره می‌شود.